# HMS Verulam (1917)
HMS Verulam var en brittisk jagare av Admirality V-klass i Royal Navy. Fartyget byggdes av Hawthorne Leslie och sjösattes den 3 oktober 1917. Fartyget gick på en mina och sjönk utanför ön Seitskär i Finska viken på natten mellan den 3 och 4 september 1919.
Denna sänkta jagare gavs till Finland den 12 december 1919 tillsammans med HMS Vittoria, men när man började bärga dem 1925 konstaterades båda två vara itubrutna och omöjliga att reparera.